# Ophiacantha quadrispina
Ophiacantha quadrispina är en ormstjärneart som beskrevs av Hubert Lyman Clark 1917. Ophiacantha quadrispina ingår i släktet Ophiacantha och familjen knotterormstjärnor. Inga underarter finns listade i Catalogue of Life.